# Nokia Asha 311
Il Nokia Asha 311 è un telefono cellulare basico della Nokia.
È stato annunciato il 6 giugno 2012 insieme ad altri due modelli della serie Asha: il 305 e il 306.